# Stolonica aluta
Stolonica aluta är en sjöpungsart som beskrevs av Kott 1985. Stolonica aluta ingår i släktet Stolonica och familjen Styelidae. Inga underarter finns listade i Catalogue of Life.